# Айріш Таймс
«Айріш таймс» (англ. The Irish Times — «Ірландські часи») — ірландська щоденна широкоформатна газета і сайт, видається з 29 березня 1859 року. Пол О'Ніл - чинний редактор, який змінив 2017 року Кевіна О'Саллівана. Газета, видається щодня, крім неділі.
Видання засновано як ірландську націоналістичну газету, яка потім, після зміни власника видання, 2 десятиліття була голосом ірландських юніоністів (прихильників тіснішого політичного і культурного зближення Ірландії та Великої Британії). Нині газета більше не вважається ні юніоністською, ні націоналістичною, а сприймається просто як ліберальне видання.
Її найвидатніші кореспонденти: автор і оглядач мистецтва Фінтан О'Тул, сатирик Міріам Лорд і засновник, прем'єр-міністр Ірландії Ґаррет Фіцджеральд. Для цієї газети писали статті такі відомі особистості, як Тоні Блер, Білл Клінтон та інші. Найвідоміші колонки: Drapier (анонімна щоденна колонка політиків, які дають «внутрішню» точку зору про політику) «An Irishman's Diary» — «Щоденник ірландця» (раніше автором був відомий через суперечливі відгуки Кевін Маєрс, поки він не пішов до конкурента «Irish Independent», і зараз для неї пише Френк Макнеллі, і «Rite and Reason» — щоденна колонка про релігію, її оглядач Петсі Макгаррі. Для колонки про спорт пишуть Том Гамфріз з Locker Room і статті про гольф — Філіп Рейд.
Однією з найвідоміших колонок була уїдлива і гумористична сатира «Cruiskeen Lawn», для якої писав Майлз на Гапалинь — псевдонім Брайана О Нолана. Також він писав книги під псевдонімом Фленн О'Браєн. Назва колонки «Cruiskeen Lawn» є англізованим транскрибуванням ірландського словосполучення «cruiscin lan», що означає «наповнений цілком невеликий глечик». Колонка «Cruiskeen Lawn» вперше з'явилася на початку 1940-х років і протрималася понад 25 років.
За межами Ірландії є безліч філій газети. Вона має штатних кореспондентів у Вашингтоні, Парижі, Берліні, Пекіні, Брюсселі, Лондоні, Африці та інших частинах світу.

## Історія

### Початок
Перший випуск газети під назвою «Айріш таймс» відбувся 1823 року, газета була закрита 1825 року.

### Арноти
Після смерті Нокса 1873 року, газету продано вдові сера Джона Арнота, члена парламенту, колишнього лорд-мера Корка, а також власника одного з великих універсамів Дубліна. Після продажу газети за 35 000 фунтів стерлінгів відбулося дві головні зміни. Головний офіс перемістився на вул. Вестморленд, буд. 31. і перебував за цією адресою до 2005 року. Хоча газета 1900 року стала відкритою компанією, акції якої котирувалися на ринку, сім'я Арнотів володіла контрольним пакетом акцій до 1960-х років (навіть після втраченого сімейного контролю), правнук першого покупця газети був її лондонським редактором. Останнім членом сім'ї Арнотів, який перебував у штаті газети, був сер Лорістон Арнот, який помер 1958 року.

### Трест «Айріш таймс»
1974 року право власності перейшло до благодійного тресту The Irish Times Trust.

## Трест «Айріш таймс»
Щоб уникнути керування приватними особами та комерційного тиску 1974 року створено трест, як гарант незалежного редагування.

## Колонки
Регулярні колонки:
- Щоденник ірландця
- Громадський і приватний
- Щотижнева колонка про релігію «Rite and Reason».

## Редактори
- Р. М. «Берті» Смилли (1934—1954)
- Алек Ньюмен (1954—1961)
- Дуглас Гэйджби (1963—1986)
- Конор Брейді (1986—2002)
- Джеральдін Кеннеді (2002—2011)
- Кевін О'салліван (2011—наш час)

1. Доктор Джордж Фердинанд Шоу[en] (1859)[3]
2. Преподобний Джордж Бомфорд Вілер (1859—1877)
3. ДЖеймс Скотт (1877—1899)
4. Вільям Альгернон Локер (1901—1907)
5. Джон Едвард Гілі[en] (1907—1934)
6. Роберт Мейр "Берті" Сміллі[en] (1934—1954)
7. Алек Ньюмен (1954—1961)
8. Алан Монтгомері (1961—1963)
9. Дуглас Ґеджбі[en] (1963—1974 і 1977—1986)
10. Фергус Пайл[en] (1974–77)
11. Конор Брейді[en](1986—2002)
12. Джеральдін Кеннеді[en] (2002—2011)
13. Кевін О'Салліван[en] (2011—2017)
14. Пол О'Ніл (2017–present)

## Відомі дописувачі
- Ґаррет Фітцджеральд
- Кевін Маєрс[en]
- Майлз на Ґапалін
- Конор О'Клері[en]
- Фінтан О'Тул[en]
- Артур Квінлан[en]
- Мартин Тернер[en]
- Джон Вотерз[en]
- Вінсент Браун[en]
- Лара Марлове[en]
- Міріам Лорд[en]
- Том Гампфріз[en]
- Мейв Бінчі
- Донал Фолі[en]
- Мері Голланд[en]
- Сімус Мартін[en]
- Ноам Чомскі